# Derek Watkins
Derek Watkins (* 2. März 1945 in Reading; † 22. März 2013 in Esher, Surrey) war ein britischer Trompeter, der in Deutschland vor allem als Mitglied im Orchester von James Last bekannt wurde.

## Leben
Derek Watkins stammt aus einer Musikerfamilie, sein Urgroßvater war Blechbläser in der Armee in Wales, sein Vater Ted Watkins leitete Tanzkapellen und unterrichtete Blechblasinstrumente an der Universität von Reading. Derek begann bereits im Alter von vier Jahren unter seiner Anleitung Kornett zu spielen. Ab seinem sechsten Lebensjahr trat er mit der Spring Gardens Brass Band auf. Als Jugendlicher spielte er mit der Band seines Vaters im Majestic Ballroom in Reading. Daneben gewann er zahlreiche Wettbewerbe, bevor er mit 17 Jahren Profimusiker wurde.
Watkins war verheiratet und Vater zweier Kinder. Er starb an den Folgen einer Krebserkrankung.

## Wirken
Von 1963 bis 1965 arbeitete Watkins bei dem Bandleader Jack Dorsey im Astoria Ballroom in London. Im weiteren Verlauf der 1960er Jahre spielte er unter anderem bei Ted Heath, Harry South, Tubby Hayes, Kenny Wheeler, Maynard Ferguson, Stan Tracey, Mike Gibbs, der Kenny Clarke/Francy Boland Big Band und Neil Ardley. 
Daneben wirkte er als Studiomusiker für The Beatles, Elton John, Eric Clapton, Frank Sinatra, das London Symphony Orchestra und das Royal Philharmonic Orchestra. 
In den 1970er Jahren tourte Watkins, der von Dizzy Gillespie als „Mr Lead“ bezeichnet wurde, durch Europa. 1970/71 machte er Aufnahmen in Stockholm mit Benny Goodman. Er nahm mit James Last in Hamburg und ebenso mit verschiedenen Studiogruppen in den USA auf. Auch in den 1980er Jahren war Watkins im Studio und als freischaffender Musiker tätig. Er spielte in Orchestern, die populäre Sänger begleiten, und in Big Bands, die von Wheeler, Julian Joseph, Stan Sulzmann und Mark Nightingale geleitet werden. Ferner wirkte er bei den Soundtracks zahlreicher James-Bond-Filme mit. Als Mitglied der BBC Big Band arbeitete er mit Jazzmusikern wie John Dankworth, Maynard Ferguson und Benny Goodman. Im Bereich des Jazz wirkte Watkins von 1967 bis 2011 bei 103 Aufnahmesessions mit.

### Bei James Last
Watkins gehörte zu den wichtigsten Mitgliedern des James Last Orchesters. Er spielte dort auch viele Soloparts, etwa bei den Titeln MacArthur Park oder My Way. Obwohl James Last alle Musiker gleich bezahlte, wollte er bei Watkins eine Ausnahme machen, dieser lehnte aber mit der Begründung Ich habe vielleicht etwas mehr Talent, aber meine Kollegen geben genauso wie ich ihr Bestes ab.
Bei Aufnahmen im Studio ließ er sich einmal eine Aufnahme vorspielen und befand, dass noch etwas fehle, obwohl alle Umstehenden völlig begeistert waren. Ein Kollege meinte daraufhin, er solle „…noch eine Oktave obendrauf machen“, um ihn auf den Arm zu nehmen. Derek spielte noch einmal, diesmal entsprechend der Anweisung, und alle Beteiligten glaubten daraufhin, es sei physikalisch unmöglich, was er gerade gemacht hatte.

## Diskographische Hinweise
- First Brass (MA Music 1984)
- Increased Demand (MA Music 1988)
- Over the Rainbow (Zephyr/New Note, 1995)
- Warren Vaché Meets Derek Watkins: Stardust (Zephyr 1996, mit dem Brian Lemon Quartet)
- Derek Watkins, Colin Sheen, Jamie Talbot: Putting on the Glitz (KPM, 2000)